# Sverre
Sverre  è un nome proprio di persona norvegese maschile.

## Varianti in altre lingue
- Islandese: Sverrir[1]
- Norreno: Sverrir[1]

## Origine e diffusione
Continua il nome norreno Sverrir, che vuol dire letteralmente "selvaggio", "agitato"; è quindi analogo, per significato, al nome Selvaggia.

## Onomastico
Il nome è adespota, cioè non è portato da alcun santo. Si può festeggiarne l'onomastico il 1º novembre, giorno di Ognissanti.

## Persone

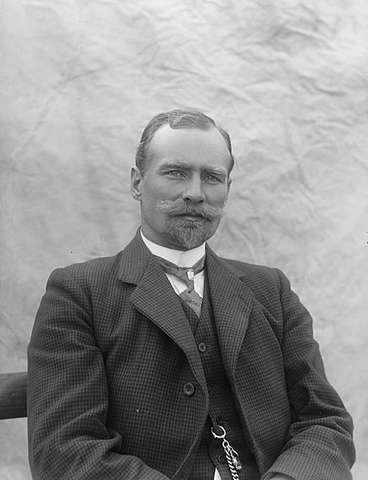
Sverre Helge Hassel

- Sverre I di Norvegia, re di Norvegia
- Sverre Andersen, calciatore e allenatore di calcio norvegese
- Sverre Berg-Johannesen, calciatore norvegese
- Sverre Berglie, calciatore norvegese
- Sverre Blix, calciatore norvegese
- Sverre Brandhaug, calciatore norvegese
- Sverre Brodahl, sciatore nordico norvegese
- Sverre Fehn, architetto norvegese
- Sverre Hansen, calciatore norvegese
- Sverre Hansen, atleta norvegese
- Sverre Helge Hassel, esploratore norvegese
- Sverre Jensen, calciatore norvegese
- Sverre Kvammen, calciatore norvegese
- Sverre Lie, calciatore norvegese
- Sverre Nordby, calciatore norvegese
- Sverre Stenersen, sciatore nordico norvegese
- Sverre Zachariassen, calciatore norvegese

### Variante Sverrir
- Sverrir Garðarsson, calciatore islandese